# Sigmund Anton Steiner

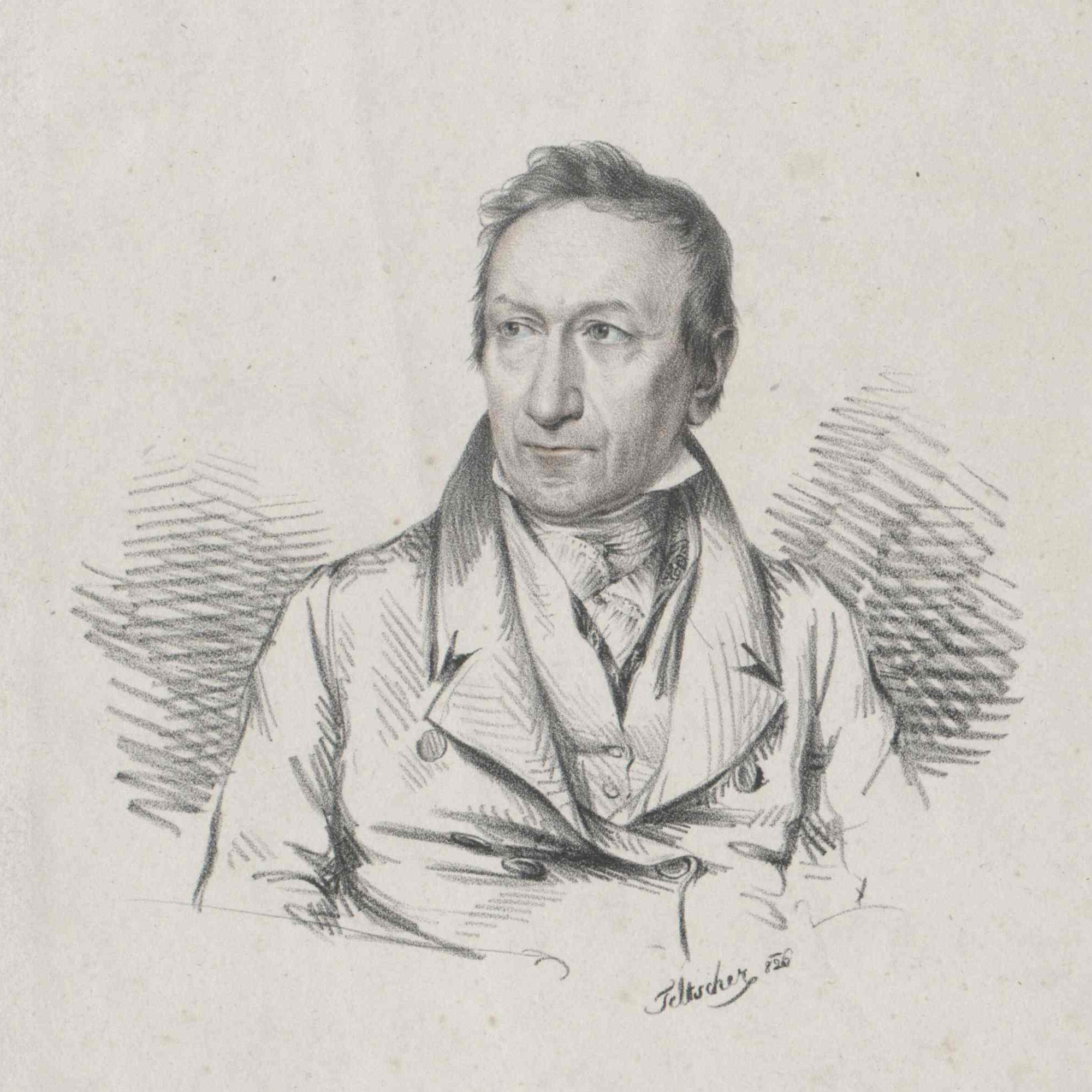
Sigmund Anton Steiner, Lithographie von Josef Eduard Teltscher, um 1825

Sigmund Anton Steiner (* 26. April 1773 in Weitersfeld, Niederösterreich; † 28. März 1838 in Wien) war ein österreichischer Musikverleger und Kunsthändler.

## Leben
1784 kam er als Sängerknabe in die Schule zu Langenlois, 1794 als Schreiber in eine Rechtsanwaltskanzlei nach Wien. Später Sekretär von Joseph Hartl von Luchsenstein, der ihm half selbständig zu werden und 1803 die lithographische Anstalt von Alois Senefelder zu erwerben. Nun erschienen Noten der berühmtesten Komponisten und auch Bildnisse mit Hilfe dieser neuen, kostengünstigen Drucktechnik. 1810 trat Tobias Haslinger in das Unternehmen ein und führte es zu neuer Blüte. Ab 1826 war er der alleinige Inhaber. In dieser Zeit kam Steiner in Kontakt zu Ludwig van Beethoven, und seine Firma gab bis in die 1820er Jahre viele Werke des Komponisten in Erstausgabe heraus. Steiners und Haslingers Geschäft  wurde zum beliebten Treffpunkt für Beethoven und seine Freunde.
1819 unternahm Steiner den Versuch, für Joseph Haydn und Wolfgang Amadeus Mozart auf Subskriptionsbasis ein Denkmal an einer öffentlich zugänglichen Stelle in Wien errichten zu lassen, wobei er als Standort eine namhafte Kirche vorschlug. Das Unternehmen kam jedoch, vermutlich aus zu geringem Interesse, nicht zustande.